# Limonomyces roseipellis
Limonomyces roseipellis är en svampart som beskrevs av Stalpers & Loer. 1982. Limonomyces roseipellis ingår i släktet Limonomyces och familjen Corticiaceae.   Inga underarter finns listade i Catalogue of Life.